# Blaze Busters
Blaze Busters ist ein US-amerikanischer Kurzfilm von 1950, bei dem Robert Youngson sowohl Regie führte als auch die Produktion innehatte.

## Handlung

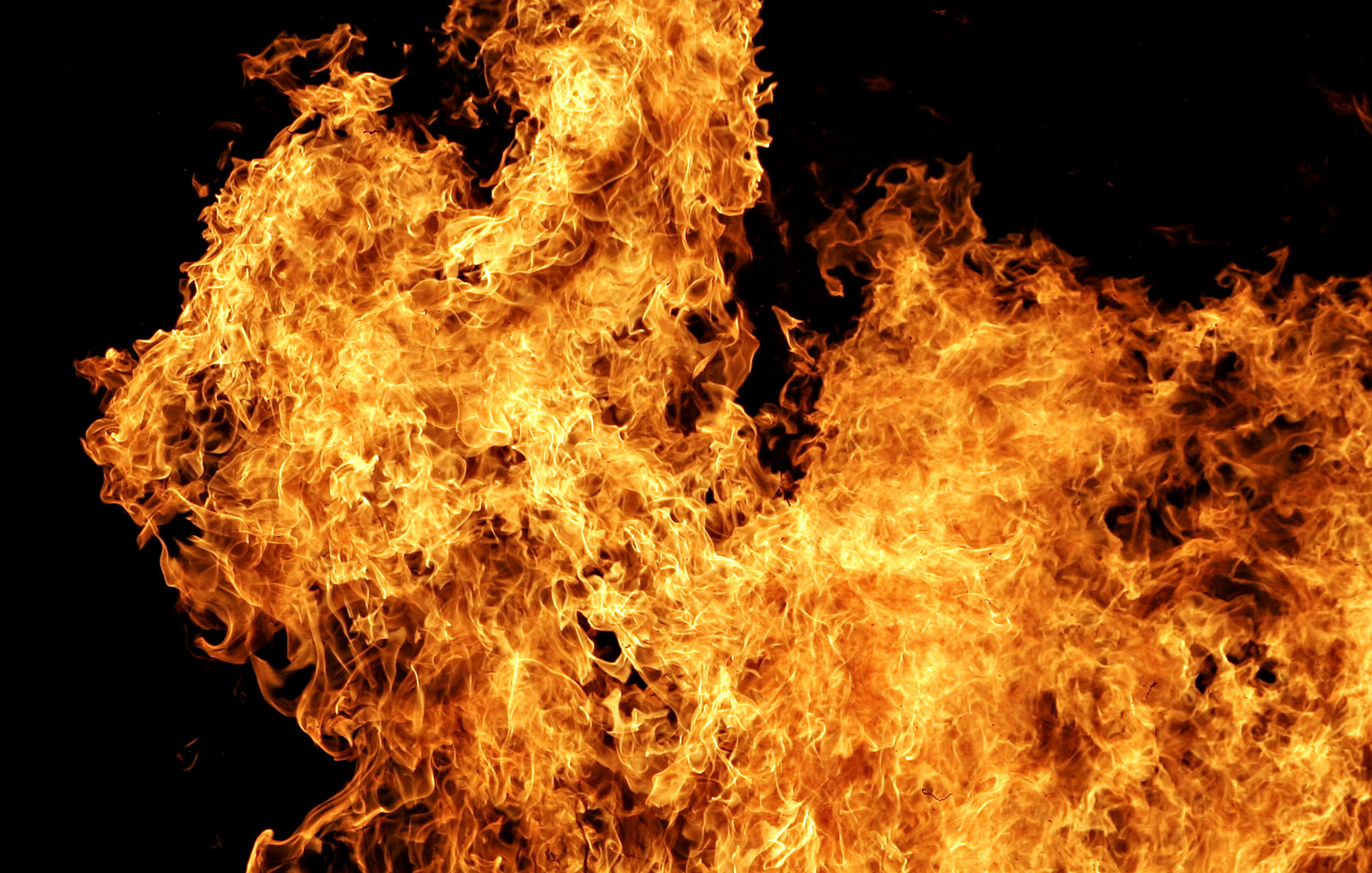
Feuer

Der Film setzt sich zusammen aus Berichten der Wochenschauen über verschiedene Brände. Im Film sind spektakuläre Aufnahmen von Feuerausbrüchen festgehalten, darunter auch die auf den Schiffen Morro Castle und Normandie. Die Morro Castle war ein Luxus-Kreuzfahrtschiff, auf dem bei der Rückfahrt des Schiffes von Havanna nach New York 1934 ein Feuer ausbrach, wobei das Schiff vollkommen zerstört wurde und 137 Menschen ihr Leben verloren. Das 1942 auf der Normandie, einem französischen Passagierschiff, bei Schweißarbeiten ausgebrochene Feuer kostete ein Menschenleben. Die Aufnahmen konzentrieren sich auf Brandbekämpfung und die Schwierigkeiten, das jeweilige Feuer in den Griff zu bekommen.

## Produktion
Der Film, der sich aus alten Wochenschauaufnahmen zusammensetzt, ist demzufolge in Schwarzweiß. Am 30. Dezember 1950 wurde er erstmals aufgeführt.

## Auszeichnungen
Robert Youngson war 1951 für den Oscar in der Kategorie Bester Kurzfilm (1 Filmrolle) nominiert, hatte jedoch das Nachsehen gegenüber Grandad of Races von Gordon Hollingshead.